# Witte Kerkje (Wieringerwaard)
Witte Kerkje is een kerk uit 1865 gelegen aan de Noord Zijperweg 29 in Wieringerwaard. De zaalkerk ligt op een terp en is opgetrokken in een sobere eclectische bouwtrant. De entree is vermoedelijk later aangebouwd.

## Geschiedenis
Oorspronkelijk stond het kerkje er al in 1635. Deze werd ook nog voor 1865 grondig verbouwd en brandde later af. De huidige kerk is in 1865 gerealiseerd op de plek van het oude kerkje. Samen met het Polderhuis is het Witte Kerkje het oudste gebouw van Wieringerwaard. In de kerk werd er ook een uitgebreide administratie bijgehouden van kerkgangers en niet kerkgangers. In de kerkvoer liggen 17e-eeuwse zerken die afkomstig zijn van de voorganger van deze kerk.
Tijdens de Tweede Wereldoorlog werden de klokken door de bezetters geconfisqueerd om te worden omgesmolten voor de wapenfabricage. De kerk had twee klokken, een moeder klok en kinderklok. De klokken werden per schip vervoerd over het IJsselmeer, maar het schip verging, mogelijk met hulp van schipper van Dijk. In 1950 werd er geld ingezameld om de kerk te renoveren. In de jaren hierna vonden diverse restauraties plaats. 
In 1989 stopten de erediensten in het kerkje. Het kerkje werd eigendom van de Vrienden Rondom het Witte Kerkje. De kerkgemeente Pniël huurde vanaf december dat jaar het kerkje voor erediensten. Deze gemeente werd eind 2016 een zelfstandige gemeente binnen de PKN: de Hervormde Gemeente Wieringerwaard.
Sinds 1999 is de kerk ingeschreven als rijksmonument in het monumentenregister.

## Foto's

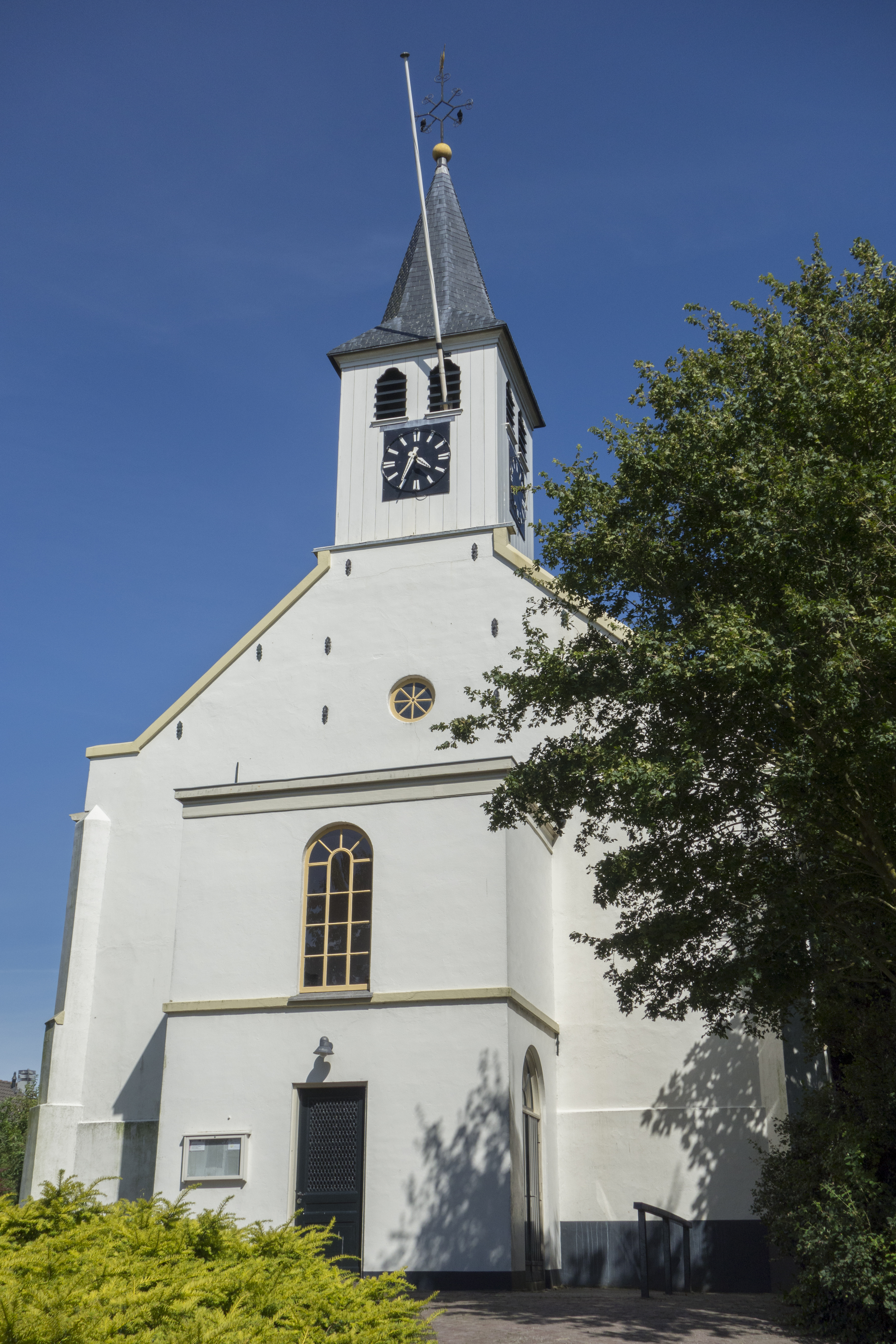
Kerk met entree in 2016

## Trivia
Het Witte kerkje was vroeger niet wit, maar rosé.